# Coming to Holland: Prins Zoekt Vrouw
Coming to Holland: Prins Zoekt Vrouw is een televisieprogramma op de Nederlandse commerciële televisiezender SBS6.
In het programma gaan drie prinsen in Amsterdam op zoek naar hun droomvrouw. Nadat de ware is gevonden worden de vrouwen geconfronteerd met de ware identiteit van hun 'man'.

## De prinsen

### Seizoen 1
- Shiv Pratap Singh uit India  - prins (Kunwar) van Bhenswara; zoon van vorst (Thakur) Dalvir Singh[1]
- Lorenzo "Livio" Borghese uit Italië  - geen echte prins, maar wel van adel
- Faleseu Pita uit Samoa  - geen prins, maar slechts 'ere-stamhoofd' (Matai-titel Sa'u)

### Seizoen 2
- Mario-Max Schaumburg-Lippe uit Duitsland  - geen prins, maar slechts geadopteerd op volwassen leeftijd door een prins van Schaumburg-Lippe[2]
- Mwendaweli "Mwenda" Imwiko uit Zambia  - prins (Mwana' Mulena) van Barotseland; zoon van koning (Litunga) Lubosi II Imwiko[3]
- Salauddin Khan Babi uit India  - prins (Nawabzada) van Balasinor; zoon van koning (Nawab) Muhammed Salabat Khanji II[4]

## Trivia
- De titel van het programma was eerst Coming to Holland: De Undercover Prinsen
- Het programma is gebaseerd op de film Coming to America, waarin Eddie Murphy een kroonprins speelt die incognito in New York een vrouw zoekt.
- Op de BBC is er een soortgelijke realityserie.
- Geen van de landen waar de prinsen vandaan komen is een monarchie, het gaat dus slechts om historische adellijke titels.
- Livio Borghese, deelnemer van seizoen 1, was eveneens 'The Bachelor' in het 9e seizoen van de gelijknamige Amerikaanse TV serie (ABC). Livio is bovendien geen echte prins, maar wel lid van de Italiaanse (pauselijke) adel. Hij maakt deel uit van de adellijke familie Borghese.
- Faleseu Pita, deelnemer in seizoen 1, blijkt in werkelijkheid te wonen in Nieuw-Zeeland. Hij is niet van adel en geen Samoaanse prins. Pita was alleen naar het Samoaans eiland Apolima gegaan om een Matai-titel te verkrijgen. Dit betreft geen prinsentitel en is meer vergelijkbaar met de ere-rang van stamhoofd (Matai-titel Sa'u, volgens het Fa'amatai chief systeem).
- In RTL Boulevard werd onthuld door koningshuiskenner Marc van der Linden dat Mario-Max Prince Schaumburg-Lippe, deelnemer in seizoen 2, niet van adel en geen echte Duitse prins is. Mario-Max is slechts geadopteerd door zijn stiefvader Prins Waldemar zu Schaumburg-Lippe.[5]
- Prins Mwendaweli Imwiko is de enige die daadwerkelijk liefde vond in Nederland. Hij had een relatie met de Nederlandse Myléne Nijssen.[6] In 2011 ging het paar tijdelijk uit elkaar.[7] In 2013 gingen Mwendaweli en Myléne definitief uit elkaar.[8]